# Материя (философия)
Мате́рия (от лат. materia «вещество») — философское понятие, которое обычно означает нечто, что формирует окружающую реальность, из чего образовано всё существующее в мире. Первоначально к материи относили только вещественное, «тело», нечто, имеющее массу, протяжённость, локализацию в пространстве, проявляющее корпускулярные свойства. С развитием физики трансформировалось и понятие материи. Различные философские школы противопоставляют материи дух, разум, сознание, идею, Бога.
В материалистической философской традиции категория «материя» обозначает объективную реальность, которая существует вне зависимости от наблюдателя и первична по отношению к сознанию (субъективной реальности): материя отражается нашими ощущениями, существуя независимо от них (объективно). Понятие материи является одним из фундаментальных понятий материализма и, в частности, такого направления в философии, как диалектический материализм.
В идеалистической философской традиции материальный мир является проекцией (отражением, порождением) мира идей, который считается первичным относительно всего материального.

## История понятия
В эпоху первых атомистических концепций античности материя понималась как субстанция, основа всего сущего в мире, из которой «построены» все другие тела во Вселенной. Классическим выражением такого понимания материи явился атомизм Левкиппа и Демокрита.
Платон не использует термин «материя», однако именно он создал учение о материи как о строительном материале всего сущего. В диалоге «Тимей» Платон указывает, что для становления текучих и изменяющихся вещей как копий вечных и неизменных эйдосов помимо самих эйдосов как причины и вещей как результата необходимо и некое третье начало, третья природа, которую он называет «восприемницей» и «кормилицей всякого рождения» (Tim. 49а), а также «матерью» (Tim. 50d) всех вещей, и которую сравнивает с золотом, могущим принимать любые формы и образовывать любые фигуры (Тим. 50аb). Чтобы материя могла принимать любые формы, она сама должна быть лишена какой-либо формы. Следовательно, материя есть полная бесформенность. (Tim. 50a—51b). Но, если материя совершенно аморфна, то она должна быть лишена бытия, ибо то, что имеет бытие, всегда или есть форма, или имеет форму. Стало быть, материя представляет собой небытие, но такое небытие, которое образует возможность для всякого бытия и даже необходимо (Tim. 48a) для бытия вещей. Платон называет такое небытие «хора», чистое пространство, которое непознаваемо, но которое, однако, мыслится как необходимая основа становления: «Оно вечно, не приемлет разрушения, дарует обитель всему рождающемуся, но само воспринимается вне ощущения, посредством некоего незаконного умозаключения» (Tim. 52ab).
Сам термин «материя» был введён, вероятно, Аристотелем. «Материя» (materia) — латинская калька с греч. «гюле» (ὕλη), что означает «строительный лес» (Аристотель был родом из греческого города Стагира на границе с Македонией, которая поставляла в Грецию древесину для постройки кораблей). Согласно Аристотелю, ничто не возникает из ничего, поэтому всякое возникновение и всякое изменение требует наличия некоего субстрата, который, изменяясь, утрачивает одни свойства и приобретает новые. Классическим примером является статуя: глыба меди под рукой мастера превращается в статую, а медь — это та материальная причина, тот субстрат, который утрачивает форму глыбы и приобретает форму статуи. Этот субстрат Аристотель и называет материей. Материя, таким образом, это то, «из чего» вещь: «Быть из чего-то» (ektines) означает: "состоять из чего-то как из материи" (Met. 1023a25). Материя неотделима от предмета реально (Fis. 214a15), но отделяется от формы предмета только мысленно. При этом Аристотель различает первую материю и вторую материю. Первая материя — тот конкретный субстрат, вещество, из которого непосредственно состоит предмет, например, медь для статуи. Вторая материя, рассматриваемая сама по себе, а не в отношении предмета, материей которого служит, имеет форму (состоит из молекул). Первая материя — субстрат всех субстратов, которая сама уже не имеет никакой формы. Первоматерия совершенно аморфна, и поэтому представляет собой не действительность (ибо всякая действительность имеет форму), а чистую возможность (Met.1060a20), и поэтому есть небытие, но небытие не абсолютное, а содержащее в себе потенцию бытия.
В средневековой философии Фома Аквинский видел в материи принцип множества и индивидуации.
Томас Гоббс определял материю как тело (субстанцию), рассматриваемое в отношении его формы (акциденции). Сущностью материи является протяжённость. При этом Гоббс мыслил реально существующую материю как «вторую материю», то есть конкретный субстрат вещей определённого вида. «Первая материя», или материя вообще, общая всем вещам, по Гоббсу, не есть тело, отличное от всех других тел, наполняющих универсум, но и не есть одно из этих тел, поэтому реально не существует. Эта реально не существующая «материя без формы» суть только идея тела вообще, каким оно представляется нам, когда мы мысленно абстрагируемся от его формы и прочих акциденций, за исключением количества и протяжённости.
По Джону Локку, материя есть протяжённая плотная субстанция. Идея материи возникает потому, что мы не представляем себе, как простые идеи разных качеств, доставляемые нам ощущениями, могут существовать сами по себе, без субстрата, которому они принадлежат и от которого происходят. Именно «ощущение убеждает нас в том, что есть плотные, протяжённые субстанции». Это знание о существовании материальной субстанции, проистекающее из опыта, Локк считал не подлежащим сомнению. Однако, поскольку все наше знание ограничено идеями, полученными из опыта, идея материальной субстанции остаётся неясной. Материя, безусловно, есть, но она есть мыслимое нами нечто, нечто такое, что является носителем первичных качеств (акциденций) протяжённости и плотности, хотя мы не знаем и не можем знать, что же представляет это нечто само по себе.
Джордж Беркли отрицал существование материи. По Беркли, всё, что существует, является существующим лишь постольку, поскольку оно либо воспринимается субъективным духом как идея в ощущениях, либо само воспринимает идеи. Материя же, по определению, есть нечувствующая, немыслящая субстанция, воздействующая на дух извне и порождающая в нём идеи. Таким образом, материя не является ни идеей, воспринимаемой духом в ощущениях, ни воспринимающей идеи субстанцией, а следовательно, не существует.
В эпоху просвещения в понимании материи акцент сместился на бесконечно развивающееся многообразие мира в его единстве. С этой точки зрения материя как субстанция существует не «до» и не «наряду» с другими телами, а только в самом этом многообразии конкретных явлений и только через них. Ярким представителем этого течения был Д. Дидро.
Поль Гольбах считал, что материей является всё то, что действует на наши органы чувств.
Невозможность чувственно воспринимать объекты микромира заставила обратиться к математическим моделям. Говорили об «исчезновении материи», о победе идеализма. К этому привело и то, что материализм традиционно был связан с механически-вещественным пониманием материи.
По И. Канту, «во всякой сущности составные части её образуют материю, а способ, каким они соединены в вещи — сущностную форму». Соответственно, Кант различал логическую материю и физическую материю. Логическая материя суждения — это данные понятия, в отличие от соединяющей их связки (формы). Физическая материя, или «безграничная реальность вещей вообще», рассматривается как «материя всякой возможности, а её ограничение (отрицание) — как форма, которой одна вещь отличается от других согласно трансцендентальным понятиям». Физическая материя, есть непроницаемая протяжённая субстанция, наполняющая собой пространство и образующая содержание явлений, соответствующее ощущениям. Материя представляет собой только лишь явление, а не умопостигаемую вещь в себе, и поэтому не существует вне и помимо нашей чувственности, априорными формами которой служат пространство и время (трансцендентальный идеализм). Однако, поскольку материя, как всякое явление, есть представление, а представления сознаются мыслящим субъектом как свои собственные, следовательно, это представление, как и сам осознающий его субъект, существует. Таким образом, Кант утверждал реальное существование материи наряду с сознанием (дуализм), как явления действительности, непосредственно воспринимаемого, а не выводимого путём умозаключения (эмпирический реализм).

### Ленинское определение материи
Определение, лежащее в основе диалектико-материалистических формулировок термина, дал В. И. Ленин в работе «Материализм и эмпириокритицизм» (1909 год): материя — «…философская категория для обозначения объективной реальности, которая дана человеку в ощущениях его, которая копируется, фотографируется, отображается нашими ощущениями, существуя независимо от них».
Всякий материализм признаёт материю объективной реальностью. Диалектический материализм вносит в определение материи принципиально новое утверждение: «единственное „свойство“ материи, с признанием которого связан философский материализм, есть свойство быть объективной реальностью, существовать вне нашего сознания».
Некоторые авторы отмечают, что в ленинском определении материи признание единственным свойством материи свойство быть объективной реальностью опирается на положение о качественной неисчерпаемости материи: «диалектический материализм настаивает на временном, относительном, приблизительном характере всех этих вех познания природы прогрессирующей наукой человека. Электрон так же неисчерпаем, как и атом, природа бесконечна…».
Формулировка Ленина неоднократно критиковалась и оспаривалась. Например, Стивен Прист, член философского факультета Оксфордского университета, считает, что материя — имеющая атомарное и субатомарное строение субстанция, из которой состоят физические объекты, то есть все те объекты, которые находятся в пространстве и времени. По мнению Приста, отдельного явления «материя» не существует. Этот вывод имеет три основания: 
1. всё, что может быть сказано о мире, может быть сказано в терминах физики (физических объектов, событий, структур физических объектов, отношений между ними), поэтому категория материи как субстанции физических объектов является излишней, поскольку ничего не объясняет;
2. сторонник существования материи несёт бремя доказательства её существования, но такого доказательства материалистами не представлено;
3. утверждение несуществования материи позволяет объяснить, почему материю (как субстанцию физических объектов) невозможно зафиксировать эмпирически и невозможно дать ей определение в эмпирических терминах[15].

## Атрибуты и свойства материи (с точки зрения диалектического материализма)

Атрибуты и виды материи

Атрибутами материи, всеобщими формами её бытия являются движение, пространство и время, которые не существуют вне материи. Точно так же не может быть и материальных объектов, которые не обладали бы пространственно-временны́ми свойствами.
Фридрих Энгельс выделил пять форм движения материи:
- физическая;
- химическая;
- механическая;
- биологическая;
- социальная.

Универсальными свойствами материи являются:
- несотворимость и неуничтожимость;
- вечность существования во времени и бесконечность в пространстве;
- материи всегда присущи движение и изменение, саморазвитие, превращение одних состояний в другие
- детерминированность всех явлений;
- причинность — зависимость явлений и предметов от структурных связей в материальных системах и внешних воздействий, от порождающих их причин и условий;
- отражение — проявляется во всех процессах, но зависит от структуры, взаимодействующих систем и характера внешних воздействий. Историческое развитие свойства отражения приводит к появлению высшей его формы — абстрактного мышления;
- качественная неисчерпаемость свойств материи — материю невозможно определить путём перечисления некоторой конечной совокупности её свойств.

Универсальные законы существования и развития материи:
- Закон единства и борьбы противоположностей
- Закон перехода количественных изменений в качественные
- Закон отрицания отрицания

## Формы движения материи
Формы движения материи — основные типы движения и взаимодействия материальных объектов, выражающие их целостные изменения. Каждому телу присуще не одна, а ряд форм материального движения. В современной науке выделяются три основные группы, которые в свою очередь имеют множество своих специфических форм движения:
1. в неорганической природе,
  - пространственное перемещение;
  - движение элементарных частиц и полей — электромагнитные, гравитационные, сильные и слабые взаимодействия, процессы превращения элементарных частиц и др.;
  - движение и превращение атомов и молекул, включающее в себя химические реакции;
  - изменения в структуре макроскопических тел — тепловые процессы, изменение агрегатных состояний, звуковые колебания и другое;
  - геологические процессы[18];
  - изменение космических систем различных размеров: планет, звёзд, галактик и их скоплений.;
2. в живой природе,
  - обмен веществ,
  - саморегуляция, управление и воспроизводство в биоценозах и других экологических системах;
  - взаимодействие всей биосферы с природными системами Земли;
  - внутриорганизменные биологические процессы, направленные на обеспечение сохранения организмов, поддержание стабильности внутренней среды в меняющихся условиях существования;
  - надорганизменные процессы выражают отношения между представителями различных видов в экосистемах и определяют их численность, зону распространения (ареал) и эволюцию.
3. в обществе,
  - многообразные проявления сознательной деятельности людей;
  - все высшие формы отражения и целенаправленного преобразования действительности.

Более высокие формы движения материи исторически возникают на основе относительно низших и включают их в себя в преобразованном виде. Между ними существует единство и взаимное влияние. Но высшие формы движения качественно отличны от низших и несводимы к ним. Раскрытие материальных взаимоотношений имеет огромное значение для понимания единства мира, исторического развития материи, для познания сущности сложных явлений и практического управления ими. (Следует пояснить, что трактовка последней группы как социальной формы движения материи также даётся с точки зрения диалектического материализма.)

## Исчезновение материи
Архипцев Ф. Т. пишет: «Изменение физических представлений об атоме и массе в  конце XIX века привело физиков к утверждению «атом дематериализовался», «материя исчезла»» стр. 258
Открытие явления дефекта массы, корпускулярно-волнового дуализма усилило позиции энергетизма.
«Исчезновение материи» критиковал Ленин в работе «Материализм и эмпириокритицизм».